# Sevastí Kallispéri
Sevastí Kallispéri, en grec moderne : Σεβαστή Καλλισπέρη (1858-1953), est une enseignante grecque des XIXe et XXe siècles.

## Biographie
Sevastí Kallispéri naît en 1858 à Athènes en Grèce. Elle est la fille de Nikolaos et Marigo Kallispéri. Son père a participé à la guerre d'indépendance grecque, puis il travaille comme inspecteur des écoles élémentaires à Samos (1830), juge à Athènes (1844) et préfet de Messénie (1855).
Elle est diplômée de l'école de formation d'institutrices fondée par John Henry Hill (en) puis, malgré ses efforts, n'est pas admise à l'université d'Athènes, car cet établissement rejette les candidatures des étudiantes. La première étudiante, Ioánna Stephanópoli, sera admise cinq ans plus tard, en 1890. En 1885, elle commence ses études à la faculté de philosophie de l'université de la Sorbonne en tant qu'étudiante régulière. Elle obtient son diplôme en 1891. 
Elle fonde dans différentes villes de Grèce les Compagnies de dames et les Ateliers. Elle a introduit les tabliers scolaires et la sériciculture dans les écoles primaires.

## Publications
- (el) Sevastí Kallispéri, Ηρωϊδες εν τη ποιήσει και εν τη Ιστορία [« Les héros du passé et de l'histoire »], Athènes,‎ 1905 (lire en ligne).
- (el) Sevastí Kallispéri, Απομνημονεύματα και υποθήκαι εις την εκπαίδευσιν και την μετανάστευσιν προς την Βουλήν των Ελλήνων [« Mémoires et hypothèques sur l'éducation et l'émigration au Parlement grec »], Athènes,‎ 1911 (lire en ligne).